# Incaspiza
Az Incaspiza a madarak osztályának verébalakúak (Passeriformes) rendjébe és a tangarafélék (Thraupidae) családjába tartozó nem.

## Rendszerezésük
A nemet Robert Ridgway amerikai ornitológus írta le 1898-ban, az alábbi 5 faj tartozik ide:
- Incaspiza pulchra
- Incaspiza personata
- Incaspiza ortizi
- Incaspiza laeta
- Incaspiza watkinsi

## Előfordulásuk
Peruban, az Andok területén honosak. Természetes élőhelyeik a szubtrópusi és trópusi lombhullató erdők és magaslati cserjések. Állandó, nem vonuló fajok.

## Megjelenésük
Testhosszuk 13-18 centiméter körüli.